# Absorptionsgesetz (Physik)
Das Absorptionsgesetz für Photonenstrahlung (Röntgenstrahlung, Gammastrahlung) in einem homogenen Material hat die gleiche exponentielle Form wie das Zerfallsgesetz. Die Zahl dN der in einer dünnen Schicht (Dicke dx) bei der Eindringtiefe x pro Flächeneinheit absorbierten Photonen ist proportional zu der dort noch vorhandenen Teilchenstromdichte N(x) der Strahlung:
{\displaystyle {\frac {dN}{dx}}=-\mu N(x)}.
Die Lösung dieser Differentialgleichung ist
{\displaystyle N(x)=N(0)\cdot e^{-\mu \cdot x}}
Hierbei ist {\displaystyle \mu } der vom Material und von der Photonenenergie abhängige Absorptionskoeffizient.